# Chiesa della Santissima Incarnazione del Verbo Divino
La chiesa della Santissima Incarnazione del Verbo Divino era una chiesa che si trovava presso la strada Pia (l'odierna via Venti Settembre), nel rione Castro Pretorio di Roma. Era dedicata all'incarnazione del verbo divino e apparteneva a un convento di monache carmelitane dell'Antica Osservanza note come "barberine".

## Storia

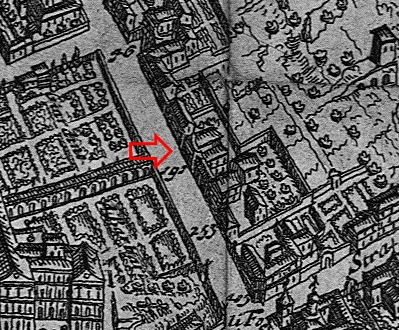
La chiesa nella mappa di Giovanni Battista Falda (1667).

Il convento della Santissima Incarnazione del Verbo Divino venne creato il primo agosto del 1639 dal papa Urbano VIII e le prime monache che vi si installarono furono la cognata del papa, la vedova Costanza Magalotti (1575-1644), e le sue due figlie, Camilla Barberini (1598-1666) e Clarice Barberini (1606-1665). In precedenza il luogo era occupato da un piccolo convento di una congregazione eremitica, fondata nel 1615 da Virginio Orsini, la cui chiesa era nota come "Santa Maria Annunziata". La nuova chiesa fu progettata dall'architetto Paolo Pichetti su richiesta del cardinale Francesco Barberini, che la consacrò il 23 ottobre del 1670. Nel 1759, la chiesa fu ricostruita interamente da Tommaso Bianchi e, a partire dal diciottesimo secolo, le monache si occuparono anche della vicina chiesa di San Caio in via di Porta Pia.
Il monastero fu espropriato dallo stato italiano e demolito per permettere la costruzione di Palazzo Esercito, costruito per ospitare il Ministero della guerra (oggi Ministero della difesa). Nel corso degli anni 1870, furono demoliti anche la chiesa, il vicino convento delle carmelitane scalze di Santa Teresa alle Quattro Fontane e la chiesa di San Caio. Nel palazzo attuale fu conservato un affresco anonimo del diciottesimo secolo dall'antica chiesa, che rappresenta la Vergine col Bambino assieme a otto monache carmelitane.

## Descrizione

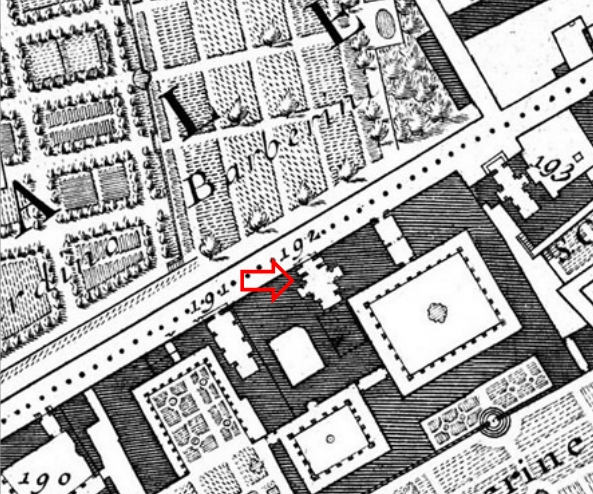
La chiesa nella mappa di Giovanni Battista Nolli (1748).

La chiesa si trovava all'estremità est della sezione centrale dell'odierno Palazzo Esercito. La fila di pali uniti da delle catene proprio di fronte segna la linea originale della facciata.
La famiglia Barberini non badò a spese e il convento originale era ben grande. Ad est della chiesa si trovava il chiostro con le sue arcate, circondato da degli edifici da tutti i quattro lati; la chiesa si trovava nel lado nord-est e al centro del chiostro c'era una fontana. Un altro chiostro, più piccolo e con delle arcate su tutti i lati, si trovava a sud-ovest del chiostro principale e c'era un passaggio che li univano. Un terzo, ancora più piccolo e senza arcate, si trovava a nord del secondo e a sud-est della chiesa. A sud del chiostro principale c'era un giardino con dei parterre sul lato opposto da cui si raggiungeva un altro giardino, più grande, attraverso una serie di gradini semicircolari.
Secondo Filippo Titi, la facciata fu costruita su disegno di Gianlorenzo Bernini. All'ingresso c'era una loggia e, all'interno, una navata rettangolare seguita da un'abside rettangolare trasversa, separata da un arco. Ai lati del transetto, completando il disegno a croce greca, si trovavano due altari laterali. La pala d'altare principale era un'Annunciazione di Giacinto Brandi, a ricordo della dedicazione originaria. Nella cappella di destra, dedicata a Santa Maria Maddalena de' Pazzi, c'era un Matrimonio mistico di Santa Maria Maddalena de' Pazzi, e in quella di sinistra, dedicata alla Madonna del Carmine, un'altra immagine della santa.